# Finał Pucharu Polski w piłce nożnej 1981
Finał Pucharu Polski w piłce nożnej 1981 – mecz piłkarski kończący rozgrywki Pucharu Polski 1980/1981 oraz mający na celu wyłonienie triumfatora tych rozgrywek, który został rozegrany 24 czerwca 1981 roku na Stadionie Miejskim w Kaliszu, pomiędzy Legią Warszawa a Pogonią Szczecin. Trofeum po raz 7. wywalczyła Legia Warszawa, która uzyskała tym samym prawo gry w Pucharze Zdobywców Pucharów 1981/1982.

## Droga do finału
| Legia Warszawa                           | Legia Warszawa                           | Runda       | Pogoń Szczecin   | Pogoń Szczecin |
| Przeciwnik                               | Wynik                                    | Runda       | Przeciwnik       | Wynik          |
| ---------------------------------------- | ---------------------------------------- | ----------- | ---------------- | -------------- |
| Klub rozpoczął rozgrywki od 1/16 finału. | Klub rozpoczął rozgrywki od 1/16 finału. | II runda    | Gryf Słupsk      | 2:1            |
| Klub rozpoczął rozgrywki od 1/16 finału. | Klub rozpoczął rozgrywki od 1/16 finału. | III runda   | Piast Nowa Ruda  | 3:3 (k. 3:0)   |
| Motor Lublin                             | 2:1                                      | 1/16 finału | Lech Poznań      | 2:0            |
| Stal Stalowa Wola                        | 3:0                                      | 1/8 finału  | Broń Radom       | 2:1 pd.        |
| Śląsk Wrocław                            | 2:0                                      | Ćwierćfinał | Szombierki Bytom | 2:0            |
| Odra Opole                               | 2:0                                      | Półfinał    | Resovia Rzeszów  | 1:0            |

## Tło
W finale rozgrywek zmierzyły się ze sobą Legia Warszawa (5. miejsce w sezonie 1980/1981) i II-ligowa wówczas Pogoń Szczecin, która właśnie awansowała do ekstraklasy po wygraniu grupy zachodniej w sezonie 1980/1981. Dla obu klubów triumf w rozgrywkach był jedyną szansą na udział w europejskich pucharach. Nie przeprowadzono bezpośrednio żadnej transmisji radiowej i telewizyjnej, bowiem spodziewano się triumfu drużyny Wojskowych już po regulaminowym czasie gry.

## Mecz

### Przebieg meczu
Mecz odbył się 24 czerwca 1981 roku o godz. 17:00 na Stadionie Miejskim w Kaliszu. Sędzią głównym spotkania był Alojzy Jarguz. Wbrew wcześniejszym przypuszczeniom mecz jednym z najbardziej emocjonujących finałów w historii rozgrywek. Drużyna Portowców dzielnie przeciwstawiała się faworytowi rozgrywek. W 83. minucie po faulu obrońcy drużyny Portowców, Jerzego Stańczaka na Mirosławie Okońskim, Alojzy Jarguz podyktował rzut karny dla drużyny Wojskowych. Wówczas trener drużyny przeciwnej, Jerzy Kopa zdecydował się na zmianę bramkarza: Zbigniew Długosz zmienił świetnie broniący rzuty karne Marek Szczech, który i tym razem poradził sobie z próbą wykonaną przez Jerzego Adamczyka.
Po regulaminowym czasie mecz nie został rozstrzygnięty, w związku z czym przeprowadzono dogrywkę. Kiedy wydawało się, że dojdzie do serii rzutów karnych, w 118. minucie zawodnik drużyny Wojskowych, Henryk Miłoszewicz centruje, po czym Mirosław Okoński przedłuża piłkę piętą, po czym wycofuje się do Adama Topolskiego, który kieruje piłkę do siatki przeciwników, zdobywając gola na 1:0, na wagę triumfu swojej drużyny w rozgrywkach.

### Szczegóły meczu
| 24 czerwca 1981 17:00 | Legia Warszawa · Topolski 118' | 1:0 (Dogrywka)0:0Raport | Pogoń Szczecin | Stadion Miejski, Kalisz Widzów: 12 000 Sędzia: Alojzy Jarguz (Olsztyn) |
|                       |                                |                         |                |                                                                        |

| Legia Warszawa: |  |                      |              |     |
|                 |  |                      |              |     |
| BR              |  | Jacek Kazimierski    |              |     |
| OB              |  | Adam Topolski        |              |     |
| OB              |  | Paweł Janas          | Żółta kartka |     |
| OB              |  | Edward Załężny       |              | 91' |
| OB              |  | Ryszard Milewski     |              |     |
| PO              |  | Janusz Baran         |              |     |
| PO              |  | Stefan Majewski      |              |     |
| PO              |  | Henryk Miłoszewicz   |              |     |
| NA              |  | Marek Kusto          |              |     |
| NA              |  | Krzysztof Adamczyk   |              |     |
| NA              |  | Mirosław Okoński     |              |     |
| Zmiany:         |  |                      |              |     |
| OB              |  | Stanisław Sobczyński |              | 91' |
| Trener:         |  |                      |              |     |
| Ignacy Ordon    |  |                      |              |     |

| Pogoń Szczecin: |  |                     |  |     |
|                 |  |                     |  |     |
| BR              |  | Zbigniew Długosz    |  | 83' |
| OB              |  | Jerzy Stańczak      |  |     |
| OB              |  | Zbigniew Kozłowski  |  |     |
| OB              |  | Leszek Piekarczyk   |  |     |
| OB              |  | Zbigniew Czepan     |  |     |
| PO              |  | Marek Włoch         |  |     |
| PO              |  | Zenon Kasztelan     |  |     |
| PO              |  | Leszek Wolski       |  |     |
| PO              |  | Dariusz Krupa       |  | 60' |
| NA              |  | Zbigniew Stelmasiak |  |     |
| NA              |  | Janusz Turowski     |  |     |
| Zmiany:         |  |                     |  |     |
| BR              |  | Marek Szczech       |  | 83' |
| NA              |  | Benon Szostakowski  |  | 60' |
| Trener:         |  |                     |  |     |
| Jerzy Kopa      |  |                     |  |     |

| Puchar Polski w piłce nożnej 1980/1981 Zwycięzcy |
| ------------------------------------------------ |
| Legia Warszawa 7. Tytuł                          |